# Crunk
Crunk je specifický hiphopový hudební styl, který vznikl a je rozšířený hlavně v USA ve státě Georgie na východě hlavního města Atlanty. Crunk je klasifikovaný jako pododdělení tzv. Dirty South, Southern Rap a je výplodem miamské Miami bass music a bounce music. Synonymem crunku je určitě Lil Jon, který termín crunk zpopularizoval i svými výrobky, jako jsou Crunk Juice, Crunk Cups and Crunk Potato Chips. V roce 1996 vydali Outkast svoji další desku ATLiens, kde se slovo vyskytovalo tolikrát, že se začalo hojně používat.

## Interpreti
- Lil Jon
- Tony - D
- Pitbull
- Lil Scrappy
- Brokencyde
- Ying Yang Twins
- Trillville
- Paul Wall
- Ciara
- Jacki-O
- Rasheeda
- Sergei Barracuda
- Yzomandias
- Belxch